# Chambers (Nebraska)
Chambers es una villa ubicada en el condado de Holt en el estado estadounidense de Nebraska. En el Censo de 2010 tenía una población de 268 habitantes y una densidad poblacional de 101,65 personas por km².

## Geografía
Chambers se encuentra ubicada en las coordenadas 42°12′17″N 98°44′55″O / 42.20472, -98.74861. Según la Oficina del Censo de los Estados Unidos, Chambers tiene una superficie total de 2.64 km², de la cual 2.64 km² corresponden a tierra firme.

## Demografía
Según el censo de 2010, había 268 personas residiendo en Chambers. La densidad de población era de 101,65 hab./km². De los 268 habitantes, Chambers estaba compuesto por el 100% blancos. Del total de la población el 0.75% eran hispanos o latinos de cualquier raza.